# Vladimir Migoulia
Vladimir Gueorguievich Migoulia (en russe : Владимир Георгиевич Мигуля), né le 18 août 1945 à Stalingrad et mort le 16 février 1996 à Moscou, est un chanteur, musicien et compositeur soviétique et russe.